# Gorzów Śląski (gmina)
Gorzów Śląski est une gmina mixte du powiat de Olesno, Opole, dans le sud-ouest de la Pologne. Son siège est la ville de Gorzów Śląski, qui se situe environ 18 km au nord d'Olesno et 54 km au nord-est de la capitale régionale Opole.
La gmina couvre une superficie de 154,12 km2 pour une population de 7 693 habitants.

## Géographie
Outre la ville de Gorzów Śląski, la gmina inclut les villages de Budzów, Dębina, Gola, Jamy, Jastrzygowice, Kobyla Góra, Kozłowice, Krzyżańcowice, Nowa Wieś Oleska, Pakoszów, Pawłowice Gorzowskie, Skrońsko, Uszyce et Zdziechowice.
La gmina borde les gminy de Byczyna, Kluczbork, Łubnice, Olesno, Praszka, Radłów et Skomlin.